# Uffhubtor

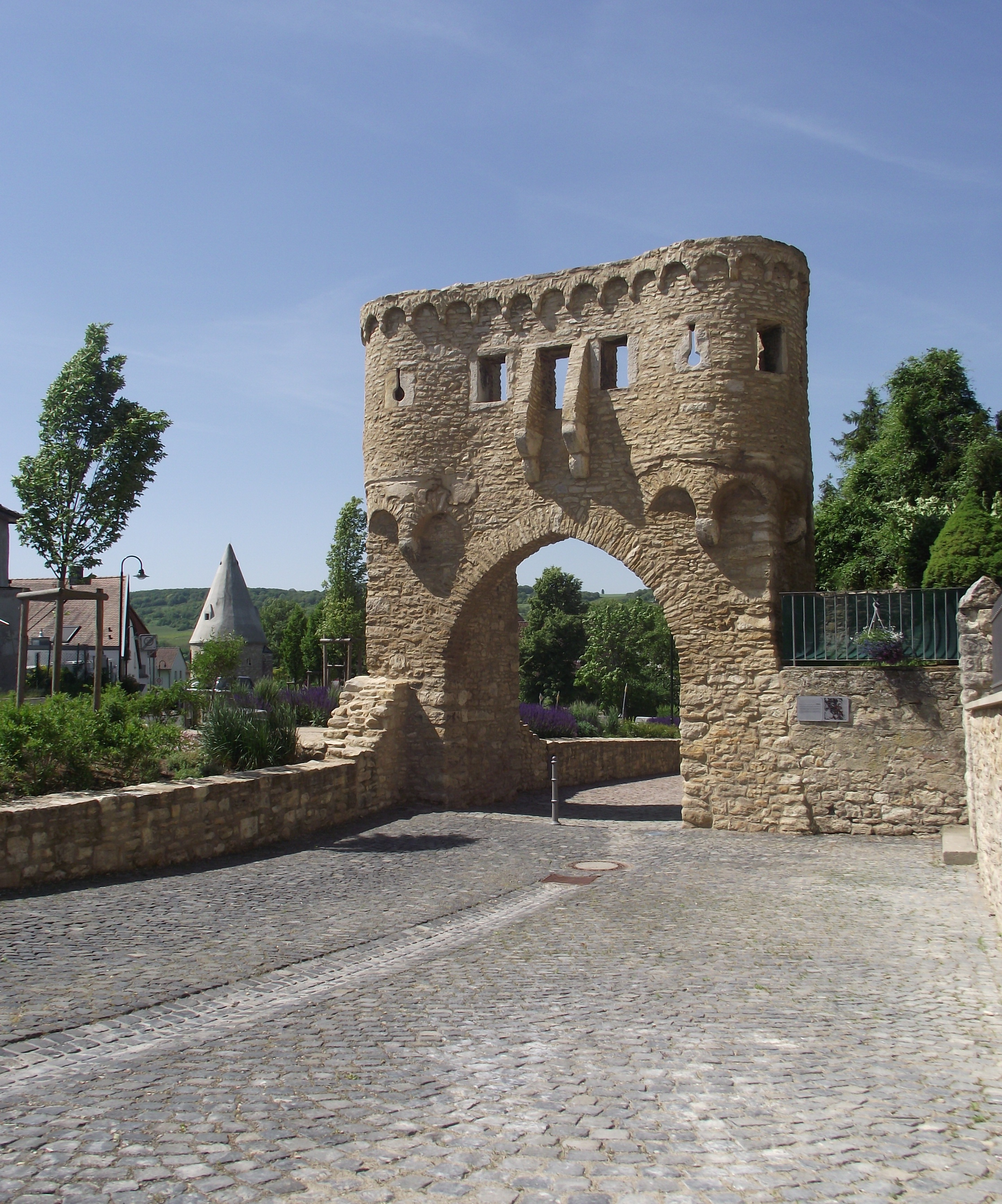
Ostansicht des Uffhubtores

Das Uffhubtor ist eines der am besten erhaltenen Stadttore der ehemaligen Ortsbefestigung von Ober-Ingelheim.

## Lage und Umgebung
Das Tor steht an der südwestlichen Stadtgrenze von Ober-Ingelheim in der Nähe der Burgkirche. In unmittelbarer Nachbarschaft befindet sich das zweite Ober-Ingelheimer Elektrizitätswerk (heutige Bezeichnung Altes E-Werk). 2008 wurde neben dem Tor eine Grünanlage angelegt.

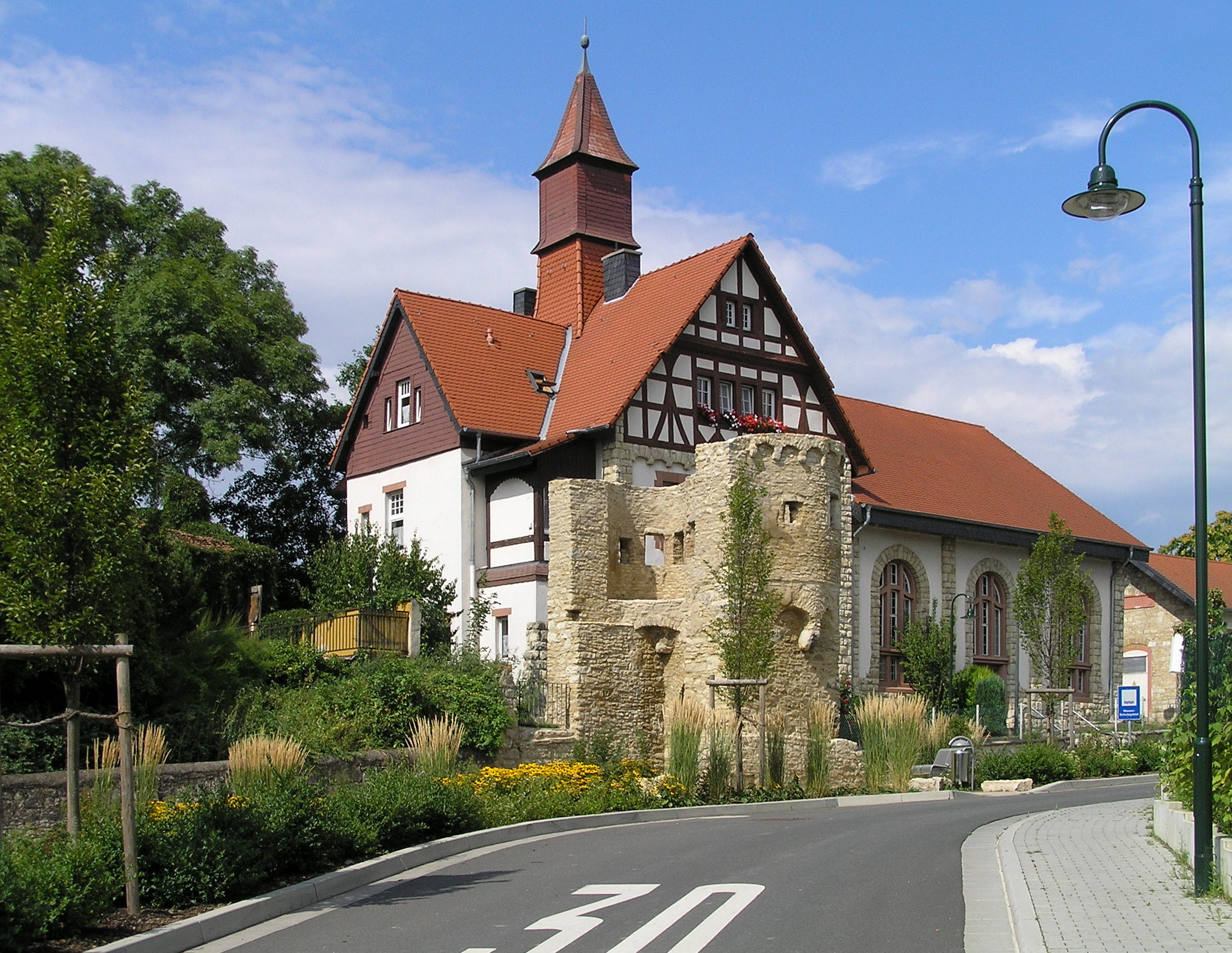
Blick vom Neuweg auf Uffhubtor und Altes E-Werk

## Name
Uffhub leitet sich dialektbedingt von Aufhof ab. Die Straße unterhalb des Uffhubtores trägt den amtlichen Namen Aufhof. Sie führte im Mittelalter zu den adligen Gehöften in der Stiegelgasse.

## Geschichte

### Von der Erbauung bis zur Versteigerung
Das Tor wurde für die Zuwegung aus Richtung Mainz im 14. Jahrhundert erbaut und ist damit das jüngste der Stadtbefestigung. Hier wurde noch der Wein bis zur französischen Revolution für die Abgabenerhebung der Winzer registriert. Hiervon leitet sich der Name ab. Mit der Stadtbefestigung verlor auch das Tor Anfang des 19. Jahrhunderts an Bedeutung und verfiel bis auf das Mauerwerk zur Ruine. Um 1900 wurde das Tor von dem Ingelheimer Franz Falk (Enkelsohn des Politikers Joh. Baptist Falk) ersteigert, um es zu erhalten. Im 20. Jahrhundert gelangte das Tor wieder in den Besitz der Stadt Ingelheim am Rhein. Heute steht das Bauwerk unter Denkmalschutz.

### 21. Jahrhundert, Umgestaltung und Sanierung
Bis zum Jahr 2007 führte der Verkehr durch das Tor, seit dem Bau einer Umgehungsstraße ist es für den Autoverkehr gesperrt. Im Jahr 2009 wurde es aufwendig saniert.

## Architektur

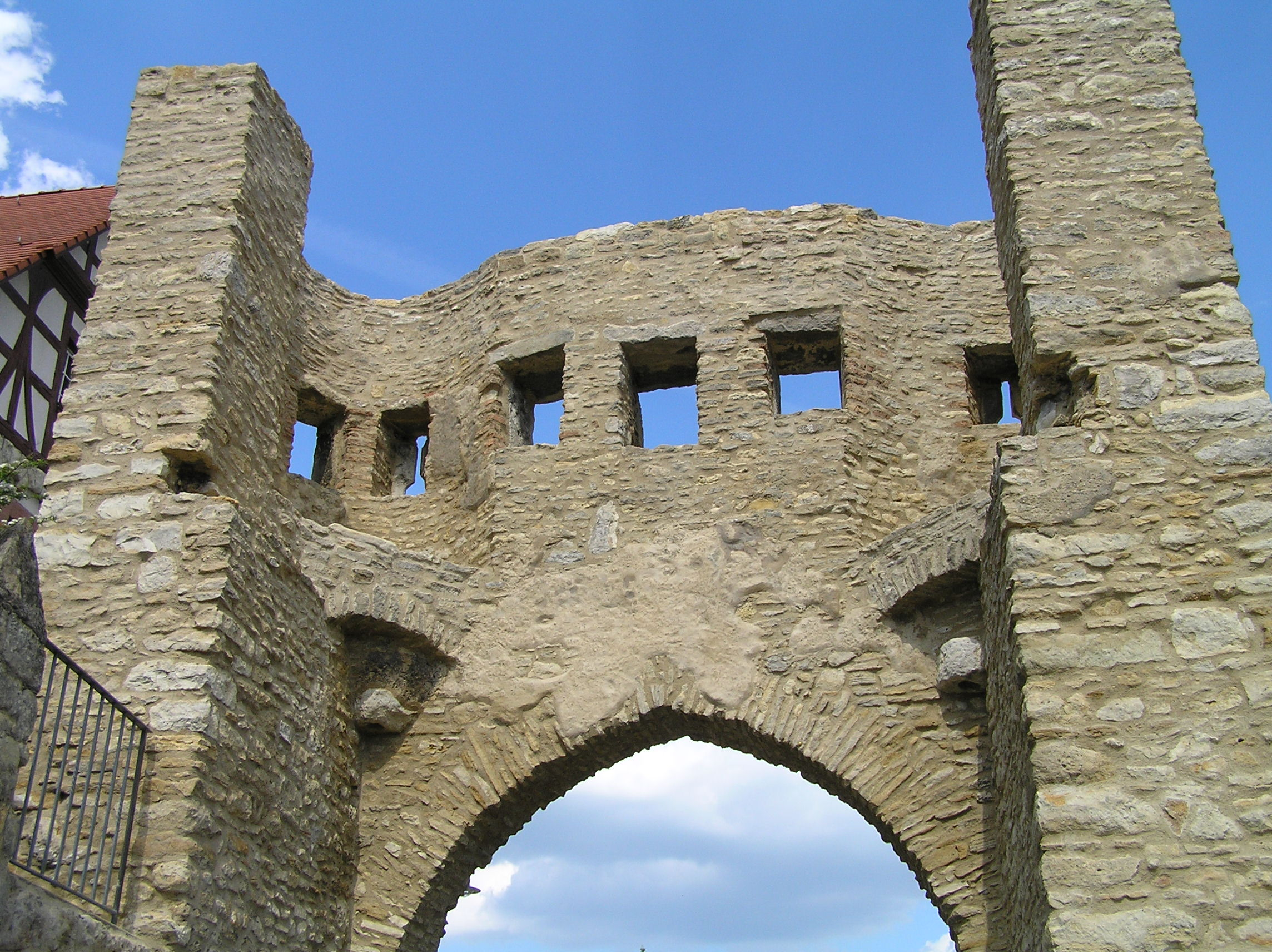
Westansicht

Das als Schalenturm ausgeführte einst bewohnbare Tor trug ursprünglich Spitztürme, davon sind nur noch Reste des Holzgiebels erhalten. Es besitzt einen gotischen Torbogen und ist mit einem Rundbogenfries verziert. Zudem findet man die bei Stadttoren typische Pechnase. Vorhanden sind noch das Wehrgangsgeschoss und die Zapfenlöcher der Torflügel.
Im Mittelalter führte die Stadtmauer vom Tor direkt zur Burgkirche; seit dem Bau des Elektrizitätswerks (1905) ist die Stadtmauer nicht mehr sichtbar oder wurde abgebrochen.